# Кліматичні фінанси
Кліматичні фінанси - складова частина світової фінансової системи, що включає елементи геофінансів і являє собою сукупність фінансових важелів, інструментів, норм і нормативів, які сприяють збереженню й покращенню кліматичних умов задля належного відтворення факторів виробництва та забезпечення сталого розвитку у світі й в окремій країні. Загалом структурні елементи кліматичних фінансів відображено в Кіотському протоколі, у Паризькій кліматичній угоді, документах ЄС, інших регіональних організацій, у документах окремих країн, спрямованих на боротьбу з потеплінням клімату, енергозбереження, стимулювання використання електротранспорту, сортування й використання сміття для виробництва електроенергії та тепла тощо. Метою дослідження кліматичних фінансів є забезпечення кліматичної безпеки, яка нерозривно пов’язана з екологічною, енергетичною й соціально-економічною безпекою.

## Суб'єкти та об'єкти дослідження
Суб'єктами кліматичних фінансів є територіальні громади, екологічні громадські організації, енергетичні кооперативи та окремі громадяни. Існує думка, що екологічним громадським організаціям необхідно надати функцію контролю, оскільки державні екологічні структури можуть діяти не завжди ефективно.
До об'єктів кліматичних фінансів відносять:
- кліматичні інвестиції – це кошти міжнародних кліматичних фондів (передусім Зеленого кліматичного фонду, фондів ЄС, інших міжнародних організацій), бюджетні кошти окремих держав та їхніх регіонів й окремих громад, а також підприємств і громадян, які використовуються на збереження й покращення клімату на планеті.
- «Зелені облігації» – це боргові інструменти, що використовуються на залучення коштів на проекти, пов’язані з відновлювальною енергією, підвищенням енергоефективності, екологічно чистим транспортом або низьковуглецевою економікою.
- «Зелений» тариф для виробників енергії та тепла з альтернативних джерел, у тому числі з біомаси.

## Функції
- Забезпечення належних кліматичних умов для відтворення факторів виробництва.
- Сповільнення або часткова зупинка потепління клімату за допомогою сукупності фінансових інструментів, які використовуються як у масштабах усього світу та груп країн, так і на рівні окремої держави, її регіону, територіальної громади.
- Створення належних умов щодо екологічної безпеки використання природних ресурсів й екологічної безпеки в цілому.